# Ștefan Dumitrescu

Stefan Dumitrescu

Ștefan Dumitrescu (n. 24 aprilie 1950, Valea Mare, județul Vâlcea) este un scriitor român contemporan, publicând o operă impresionată ca număr, dar și ca gen literar. A urmat Facultatea de Filosofie a Universității din București în perioada 1969 – 1973. S-a remarcat deopotrivă ca poet, prozator, dramaturg, eseist, critic și istoric literar, filozof și analist politic. Scrierile sale au devenit foarte căutate și citite mai ales după câștigarea unui concurs, care i-a dat dreptul de a continua romanul lui Marin Preda, Delirul, vol I. Prin publicarea volumui II, apărut în anul 2004, la Editura Fortuna, a fost atins apogeul stilului său literar clasic.  Este membru al Uniunii Scriitorilor din România și președinte al Asociației Biroul de Viitorologie București. De asemenea, a obținut diploma Revistei de Artă și Cultură „Iosif Vulcan” din Australia.

## Debutul literar
- Debutează ca poet sub pseudonim în revista Ramuri, la 17 ani, în anul 1967, pe când era elev de liceu, încurajat de poetul Miron Radu Paraschivescu, care-i spunea într-o scrisoare caldă, de încurajare: „Dacă vei merge pe drumul acesta, dragul meu, vei ajunge departe”.
- În octombrie 1969, debut consecutiv, cu poezie la radio Grozăvești, este vorba de stația de radio din Complexul de cămine studențești de la Grozăvești și la Radio București.
- 1 ianuarie 1970 – Ana Blandiana îl publică poeziile în revista Contemporanul prezentându-l elogios la rubrica „Lira de aur”.
- În 1970 și 1971 publică în revistele Amfiteatrul, Luceafărul, România literară, Contemporanul și revista Argeș. Are momente poetice la Radio București. Debutează apoi în revista Contemporanul în calitate de critic literar cu cronici, recenzii și pastile literare făcute cărților pe care i le dădea pentru a le recenza criticul literar George Ivașcu, mai târziu directorul revistei Contemporanul. Din anul 1971, Ana Blandiana îl prezintă pe Ștefan Dumitrescu, într-un mod fulminant, anunțând venirea în literatura română a unui mare scriitor[1].

## Opera
- 1973: Nicolae Labiș, portret cosmogonic, volum de poezie citit integral la prima ședință a Cenaclului Flacăra, 15 septembrie 1973;
- 1980: Biografia unei revoluții, volum de reportaje;

Diploma revistei „Iosif Vulcan” - Australia

- 1981: Piesa de teatru Râsul îi este jucată la Sala Majestic într-un spectacol-lectură memorabil de către un colectiv al Teatrului Giulești, în cadrul Cenaclului de Dramaturgie al Secției de dramaturgie a Uniunii Scriitorilor. Obține premiul Secției de dramaturgie a Uniunii Scriitorilor;
- 1982: Cerul și cârtița, piesă de teatru pentru care obține Premiul Național pentru dramaturgie originală;
- 1983: Poeme din Valea Dunării, Volum de poezie, Editura Litera;
- 1988: Cât de frumoasă treci prin lume, femeie!, piesă de teatru, revista Teatrul, nr. 8, 1988;
- 1990: Piesa de teatru Râsul îi  publicată în Revista Dacia politică și literară;
- 1992: Dragostea ca o pasăre, nuvelă publicată în Antologia prozatorilor români;
- 1992: Totul despre evaluare, Editura Școala românească, tiraj restrâns, Tulcea;
- 1993: Matca ancestrală, volum de proză, Editura Inedit;
- 1993: Fericirea care vine târziu, volum de proză, Editura Inedit;
- 1996: Mihai Eminescu – un Iisus al poporului român, eseu;
- 1998: Dicționarul complet al dramaturgiei lui I.L. Caragiale, Editura Conphis, Râmnicu Vâlcea;

Dicţionarul complet al dramaturgiei lui I. L. Caragiale

- 1999: Înțelepciunea lui Oedip, piesă de teatru, apărută în Steaua Dobrogei;
- 1999:Inteligența pozitivă și inteligența negativă, tiraj restrâns, Casa Corpului Didactic Tulcea;
- 2000: Înaltele poeme, Editura Conphis, Râmnicu Vâlcea;
- 2000: Imnele Marii iubiri, volum de poezie, Editura Harvia;
- 2000: Caragiale se pupă cu Stalin, volum de teatru, Editura Harvia;
- 2000: Două piese cutremurătoare, volum de teatru, Editura Harvia;
- 2000: Adevărul despre revoluție, Eseu, Almanahul Origini, Statele Unite ale Americii;
- 2001: Meșterul Manole, Urcușul, volum de teatru, Editura Harvia;
- 2001: Gloria și Măreția martirului Ilie Ilașcu sau Vino Basarabie acasă, volum de poezie, Editura Harvia;
- 2002: Cartea orientării și a Autoorientării școlare și profesionale și în viață, Editura Harvia;
- 2002: Ție ne rugăm, Doamne, volum de poezie religioasă și psihoterapeutică, Editura Harvia;
- 2002: Mihail Gorbaciov, cel mai mare om al secolului XX, unul dintre cei mai mari criminali ai omenirii, Editura L.I.R., Iași;
- 2003: Luceafărul, psihanaliza și filozofia poemului, Editura Criterion Publisching, Statele Unite ale Americii;
- 2004: Delirul, volumul II, continuare la volumul I, de Marin Preda. Editura Fortuna, Râmnicu Vâlcea;

Coperta cărţii Imnele marii iubiri

- 2005: Caragiale se pupă cu Stalin, piesă de teatru, Premiul special al juriului în cadrul Festivalului de teatru Bogdan Amaru, Râmnicu Vâlcea;
- 2006: Și tu vei fi văzduh.., Editura Criterion Publishing, Statele Unite ale Americii;
- 2006: Sistemul loviturilor de state ale anului 1989;
- 2006: O nouă interpretare a poemului «Luceafărul» de Mihai Eminescu, revista electronică Renașterea–Euro–Observatorul, nr. 4;
- 2007: Și tu vei fi văzduh, Editura Anamarol,  București
- 2007: Salvarea Civilizației Umane, Editura Anamarol, București;
- 2007: Drumurile Vieții, antologie de poezie, Editura Anamarol;
- 2007: Brâncuși, piesă de teatru apărută în revista Portal-Măiastra, Târgu Jiu, în revista electronică Observatorul, în revista AGERO, precum și în Epoca;

Coperta cărţii Inaltele poeme

- 2007: Pygmalion sau aripa frântă a țipătului, piesă de teatru, Marele Premiu în cadrul Festivalului Național de teatru Bogdan Amaru, Râmnicu Vâlcea;
- 2007: Pygmalion sau aripa frântă a țipătului, volum bilingv publicat în revista electronică Observatorul;
- 2012: Și tu vei fi văzduh, varianta electronica in format .epub, editura on line www.CyberCay.com Arhivat în 28 mai 2013, la Wayback Machine.
- 2007: F. M. Dostoievski s-a sinucis la Bucuresti, varianta electronica in format .epub, editura on line www.CyberCay.com Arhivat în 28 mai 2013, la Wayback Machine.;